# Forrest Mars Jr.
Forrest Edward Mars Jr. (n. 16 august 1931, Oak Park Township⁠(d), Illinois, SUA – d. 26 iulie 2016, Seattle, Washington, SUA) a fost un moștenitor și om de afaceri american.